# Vallsjö församling

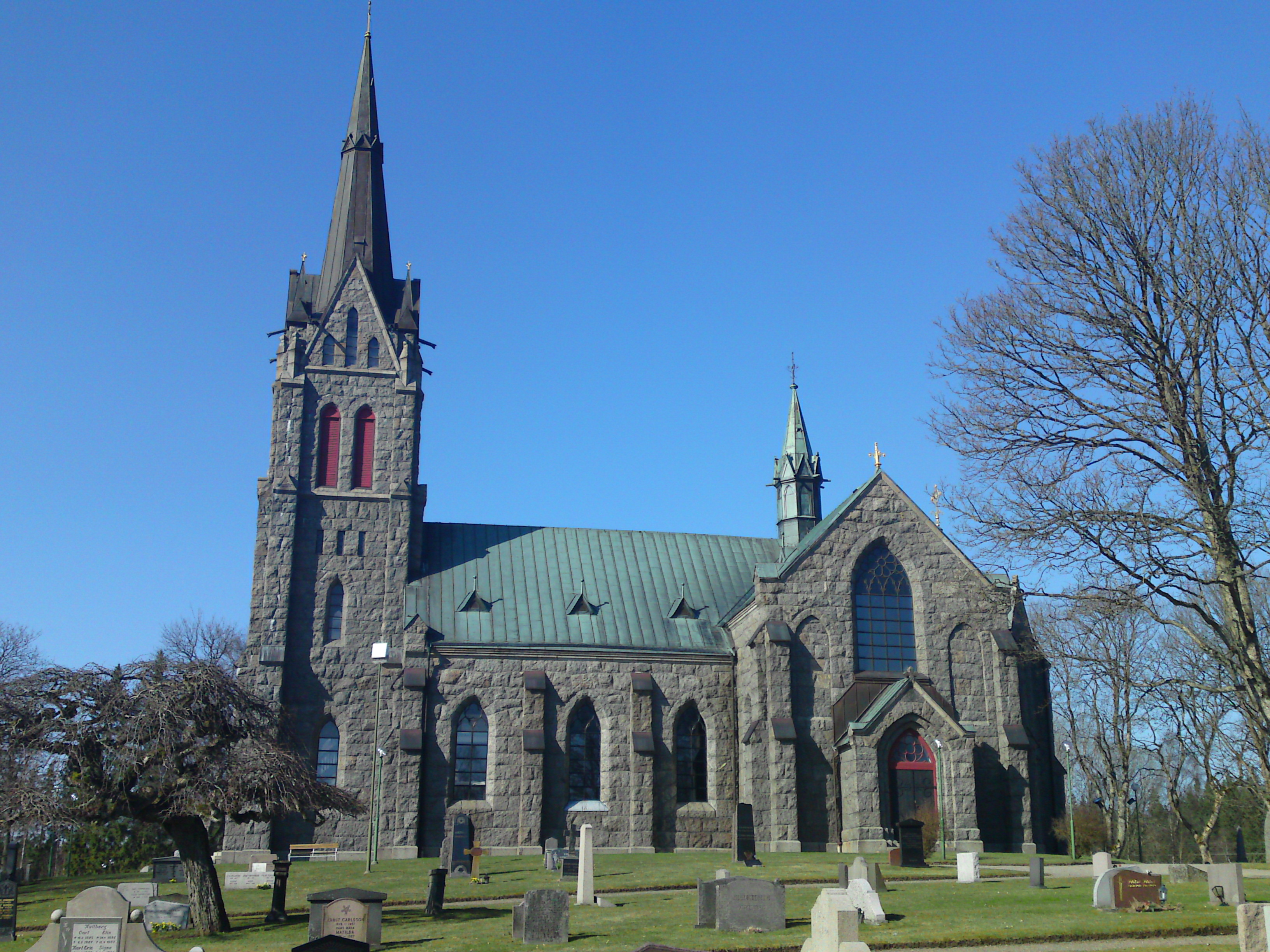
Vallsjö nya kyrka.

Vallsjö församling var en församling i Växjö stift och nuvarande Sävsjö kommun. Församlingen införlivades 1947 i Norra Ljunga församling som samtidigt namnändrades till Sävsjö församling. 
Församlingskyrka var Vallsjö gamla kyrka och Vallsjö nya kyrka.

## Administrativ historik
Församlingen har medeltida ursprung.
Församlingen var fram till 1940 annexförsamling i pastoratet (norra) Sandsjö och Vallsjö där dock församlingen mellan 1633 och 1640 var utbruten och utgjorde ett eget pastorat.  Från 1940 var församlingen moderförsamling i pastoratet Vallsjö och Norra Ljunga för att sedan 1947 uppgå i Sävsjö församling.